# Richard Ortiz
Richard Ortiz (Villa Ygatimí, Paraguay; 22 de mayo de 1990) es un futbolista paraguayo. Juega de mediocampista y su equipo actual es el Club Olimpia de la Primera División de Paraguay.

## Trayectoria
Richard Ortiz es oriundo de Villa Ygatimí, Departamento de Canindeyú, en donde durante sus primeros años se dedicaba a la agricultura junto a su padre. Más tarde, Ortiz dio sus primeros pasos en el fútbol jugando para el club 8 de Diciembre de su ciudad natal. En 2008 tomó un nuevo rumbo cuando decidió unirse al club Sportivo Iteño que por entonces militaba en la Segunda División.

### Club Olimpia
En 2009 pasó al Club Olimpia, al principio jugando en la categoría de reserva antes de dar el salto al primer equipo. Una de sus características es el buen disparo a distancia con la pierna zurda, además de poseer buena llegada al área contraria pese a ser volante. En 2011, mientras disputaba un partido por eliminatorias mundialistas con su selección ante la de Ecuador, Ortiz sufrió una delicada lesión de ligamentos cruzados en la rodilla derecha la cual lo mantuvo alejado de las canchas por seis meses.
En 2009, Ortiz firmó para el club de Primera División de Paraguay Olimpia. Fue nombrado capitán para el 2013 la temporada. Después de destacadas actuaciones con la selección paraguaya y Olimpia, estuvo vinculado a varios equipos en el verano de 2013, entre ellos el Chelsea FC, el cual no se concretó y no pasó a más de un simple interés de parte del conjunto londinense. Entre los equipos eran lado mexicano Deportivo Toluca, donde su exentrenador y paraguayo José Saturnino Cardozo internacional solicitan sus servicios.  Olimpia aceptó finalmente un 2,5 millones de USD traslado al Deportivo Toluca, que también aceptó Ortiz.

### Deportivo Toluca
En junio de 2013, fue transferido al Toluca F.C. de la Primera División de México por 2,5 millones de USD. Ortiz partió con destino a su nuevo equipo mientras se desempeñaba como capitán de Olimpia, clasificado para las semifinales de la Copa Libertadores 2013. En el Draft 2015 de la Liga Mx el jugador es traspasado al Club Dorados de Sinaloa pero el jugador se niega a jugar con el club recién ascendido a la Liga Mx y ficha por el Club Libertad de su país.
En el primer semestre de 2016 retornó al Toluca. Sin embargo, sufrió por segunda vez una lesión de gravedad en los ligamentos cruzados, esta vez en la pierna izquierda jugando por su selección (como en la ocasión anterior) frente a la de Brasil por las eliminatorias sudamericanas para el Mundial 2018. Esta situación provocó que Richard no renovara el contrato que lo unía al cuadro mexicano, que expiraba en junio, por lo que el Club Olimpia le ofreció realizar la etapa de recuperación en sus filas. De este modo, Ortiz concretó su vuelta al equipo franjeado el 26 de mayo de 2016.

### Club Olimpia
En 2019, Ortiz llegó a 200 partidos con Olimpia, tras la partida de Roque Santa Cruz obtuvo la capitanía del equipo. 

Era imposible imaginarme poder llegar a tantos partidos aquel día que llegué a este club tan grande unos años atrás, fueron las ganas de sacar adelante a mi familia y a mi para que nunca nos faltara nada, luchar contra todo tipo de pronóstico y seguir y seguir y seguir sin darme por vencido. Hoy gracias a el apoyo de mis pilares, de todos ustedes, de mis compañeros, del staff, puedo decir orgulloso que llegue a los 400 partidos con Olimpia. De todo corazón muchas gracias por alentarme a seguir siempre.
Richard Ortiz en su cuenta de Instagram.

El 17 de septiembre de 2023, alcanzó los 400 partidos con el club franjeado.

## Clubes
| Club     | País     | Año              |
| -------- | -------- | ---------------- |
| Olimpia  | Paraguay | 2009-2013        |
| Toluca   | México   | 2013-2015        |
| Libertad | Paraguay | 2015-2015        |
| Toluca   | México   | 2016-2016        |
| Olimpia  | Paraguay | 2016- Actualidad |

## Estadísticas

### Clubes
Actualizado al 12 de octubre de 2022.
| Club              | Temporada     | Liga  | Liga  | Copas nacionales(1) | Copas nacionales(1) | Torneos internacionales(2) | Torneos internacionales(2) | Total | Total |
| Club              | Temporada     | Part. | Goles | Part.               | Goles               | Part.                      | Goles                      | Part. | Goles |
| ----------------- | ------------- | ----- | ----- | ------------------- | ------------------- | -------------------------- | -------------------------- | ----- | ----- |
| Olimpia Paraguay  | 2009          | 14    | 0     | -                   | -                   | 0                          | 0                          | 14    | 0     |
| Olimpia Paraguay  | 2010          | 41    | 2     | -                   | -                   | 2                          | 0                          | 43    | 2     |
| Olimpia Paraguay  | 2011          | 24    | 4     | -                   | -                   | 6                          | 1                          | 30    | 5     |
| Olimpia Paraguay  | 2012          | 25    | 3     | -                   | -                   | 4                          | 0                          | 29    | 3     |
| Olimpia Paraguay  | 2013          | 13    | 2     | -                   | -                   | 11                         | 2                          | 24    | 4     |
| Olimpia Paraguay  | 2016          | 9     | 4     | -                   | -                   | 0                          | 0                          | 9     | 4     |
| Olimpia Paraguay  | 2017          | 32    | 3     | -                   | -                   | 6                          | 0                          | 38    | 3     |
| Olimpia Paraguay  | 2018          | 35    | 3     | 2                   | 0                   | 3                          | 0                          | 40    | 3     |
| Olimpia Paraguay  | 2019          | 30    | 3     | 0                   | 0                   | 6                          | 1                          | 36    | 4     |
| Olimpia Paraguay  | 2020          | 21    | 2     | 0                   | 0                   | 5                          | 0                          | 26    | 2     |
| Olimpia Paraguay  | 2021          | 26    | 3     | 4                   | 1                   | 9                          | 3                          | 39    | 7     |
| Olimpia Paraguay  | 2022          | 29    | 3     | 1                   | 0                   | 10                         | 0                          | 40    | 3     |
| Olimpia Paraguay  | Total club    | 299   | 32    | 7                   | 1                   | 62                         | 7                          | 368   | 40    |
| Toluca · México   | 2014          | 8     | 2     | 1                   | 0                   | 0                          | 0                          | 9     | 2     |
| Toluca · México   | 2015          | 36    | 2     | 0                   | 0                   | 0                          | 0                          | 36    | 2     |
| Toluca · México   | Total club    | 44    | 4     | 1                   | 0                   | 0                          | 0                          | 45    | 4     |
| Libertad Paraguay | 2015          | 17    | 4     | -                   | -                   | 6                          | 1                          | 23    | 5     |
| Libertad Paraguay | Total club    | 17    | 4     | -                   | -                   | 6                          | 1                          | 23    | 5     |
| Toluca · México   | 2016          | 9     | 1     | -                   | -                   | 3                          | 0                          | 12    | 1     |
| Toluca · México   | Total club    | 9     | 1     | -                   | -                   | 3                          | 0                          | 12    | 1     |
| Total carrera     | Total carrera | 369   | 41    | 8                   | 1                   | 71                         | 8                          | 448   | 50    |

### Selecciones
Actualizado al 29 de marzo de 2022.
| Selección     | Temporada     | Continental | Continental | Mundial | Mundial | Amistosos | Amistosos | Total | Total |
| Selección     | Temporada     | Part.       | Goles       | Part.   | Goles   | Part.     | Goles     | Part. | Goles |
| ------------- | ------------- | ----------- | ----------- | ------- | ------- | --------- | --------- | ----- | ----- |
| Paraguay      | 2012          | 0           | 0           | -       | -       | 2         | 0         | 2     | 0     |
| Paraguay      | 2013          | 0           | 0           | -       | -       | 2         | 2         | 2     | 2     |
| Paraguay      | 2014          | 9           | 2           | -       | -       | 0         | 0         | 9     | 2     |
| Paraguay      | 2015          | 4           | 0           | -       | -       | 3         | 0         | 7     | 0     |
| Paraguay      | 2018          | 9           | 1           | -       | -       | 3         | 1         | 12    | 2     |
| Paraguay      | 2022          | 2           | 0           | -       | -       | 4         | 0         | 6     | 0     |
| Total sel.    | Total sel.    | 24          | 3           | -       | -       | 14        | 3         | 38    | 6     |
| Total carrera | Total carrera | 24          | 3           | -       | -       | 14        | 3         | 38    | 6     |

### Goles en la Copa Libertadores
| Resultados          | Resultados | Resultados | Resultados     | Lugar      | Estadio                 | Fecha                 | Año  | Gol(es) |
| ------------------- | ---------- | ---------- | -------------- | ---------- | ----------------------- | --------------------- | ---- | ------- |
| Olimpia             | 3          | 0          | Univ. de Chile | Asunción   | Defensores del Chaco    | 19 de febrero de 2013 | 2013 | 1 gol   |
| Univ. de Chile      | 0          | 1          | Olimpia        | Santiago   | Estadio Nacional        | 2 de abril de 2013    | 2013 | 1 gol   |
| Univ. de Concepción | 3          | 3          | Olimpia        | Concepción | Estadio Collao          | 23 de abril de 2019   | 2019 | 1 gol   |
| Olimpia             | 2          | 1          | Always Ready   | Asunción   | Estadio Manuel Ferreira | 28 de abril de 2021   | 2021 | 1 gol   |
| Olimpia             | 6          | 2          | Dep. Táchira   | Asunción   | Estadio Manuel Ferreira | 26 de mayo de 2021    | 2021 | 2 goles |
| Olimpia             | 3          | 1          | Flamengo       | Asunción   | Defensores del Chaco    | 10 de agosto de 2023  | 2023 | 1 gol   |

Para un total de 7 goles.

### Goles en la Copa Sudamericana
| Resultados     | Resultados | Resultados | Resultados | Lugar     | Estadio                 | Fecha                    | Año  | Gol(es) |
| -------------- | ---------- | ---------- | ---------- | --------- | ----------------------- | ------------------------ | ---- | ------- |
| Emelec         | 1          | 2          | Olimpia    | Guayaquil | George Capwell          | 20 de septiembre de 2011 | 2011 | 1 gol   |
| Univ. Católica | 2          | 3          | Libertad   | Santiago  | San Carlos de Apoquindo | 27 de agosto de 2015     | 2015 | 1 gol   |

Para un total de 2 goles.

## Selección nacional
Ha sido internacional con la selección de fútbol de Paraguay.

#### Clasificatorias a Mundiales
| Clasificatorias             | Resultado | Posición | Part. | Goles |
| --------------------------- | --------- | -------- | ----- | ----- |
| Clasificatorias Brasil 2014 | Eliminado | 9º       | 9     | 2     |
| Clasificatorias Rusia 2018  | Eliminado | 7°       | 9     | 1     |
| Clasificatorias Catar 2022  | Eliminado | 8°       | 2     | 0     |

#### Participaciones en Copa América
| Copa              | Sede  | Resultado    | Part. | Goles |
| ----------------- | ----- | ------------ | ----- | ----- |
| Copa América 2015 | Chile | Cuarto lugar | 4     | 0     |

### Goles en la selección
| Goles con la Selección de Paraguay | Goles con la Selección de Paraguay | Goles con la Selección de Paraguay | Goles con la Selección de Paraguay | Goles con la Selección de Paraguay | Goles con la Selección de Paraguay | Goles con la Selección de Paraguay | Goles con la Selección de Paraguay | Goles con la Selección de Paraguay |
| Resultados                         | Resultados                         | Resultados                         | Resultados                         | Lugar                              | Estadio                            | Fecha                              | Tipo                               | Goles                              |
| ---------------------------------- | ---------------------------------- | ---------------------------------- | ---------------------------------- | ---------------------------------- | ---------------------------------- | ---------------------------------- | ---------------------------------- | ---------------------------------- |
| Paraguay                           | 1                                  | 1                                  | Uruguay                            | Asunción                           | Defensores del Chaco               | 11 de octubre de 2011              | Eliminatorias Brasil 2014          | 1 gol                              |
| Paraguay                           | 3                                  | 0                                  | El Salvador                        | Asunción                           | Dr. Nicolás Leoz                   | 6 de febrero de 2013               | Amistoso                           | 2 goles                            |
| Paraguay                           | 4                                  | 0                                  | Bolivia                            | Asunción                           | Defensores del Chaco               | 6 de septiembre de 2013            | Eliminatorias Brasil 2014          | 1 gol                              |
| Paraguay                           | 3                                  | 0                                  | Chile                              | Santiago                           | Estadio Monumental                 | 31 de agosto de 2017               | Eliminatorias Rusia 2018           | 1 gol                              |
| Paraguay                           | 2                                  | 4                                  | Japón                              | Innsbruck                          | Tivoli Neu                         | 12 de junio de 2018                | Amistoso                           | 1 gol                              |

Para un total de 6 goles.

## Palmarés

### Campeonatos nacionales
| Título             | Club    | País     | Año  |
| ------------------ | ------- | -------- | ---- |
| Torneo Clausura    | Olimpia | Paraguay | 2011 |
| Torneo Apertura    | Olimpia | Paraguay | 2018 |
| Torneo Clausura    | Olimpia | Paraguay | 2018 |
| Torneo Apertura    | Olimpia | Paraguay | 2019 |
| Torneo Clausura    | Olimpia | Paraguay | 2019 |
| Torneo Clausura    | Olimpia | Paraguay | 2020 |
| Copa Paraguay      | Olimpia | Paraguay | 2021 |
| Supercopa Paraguay | Olimpia | Paraguay | 2021 |
| Torneo Clausura    | Olimpia | Paraguay | 2022 |